# Marianne Arndt
Marianne Arndt (* 1946 in Hannover), auch Sr. Marianne Benedicta Arndt, ist Krankenschwester und erste habilitierte Pflegewissenschaftlerin in Deutschland.

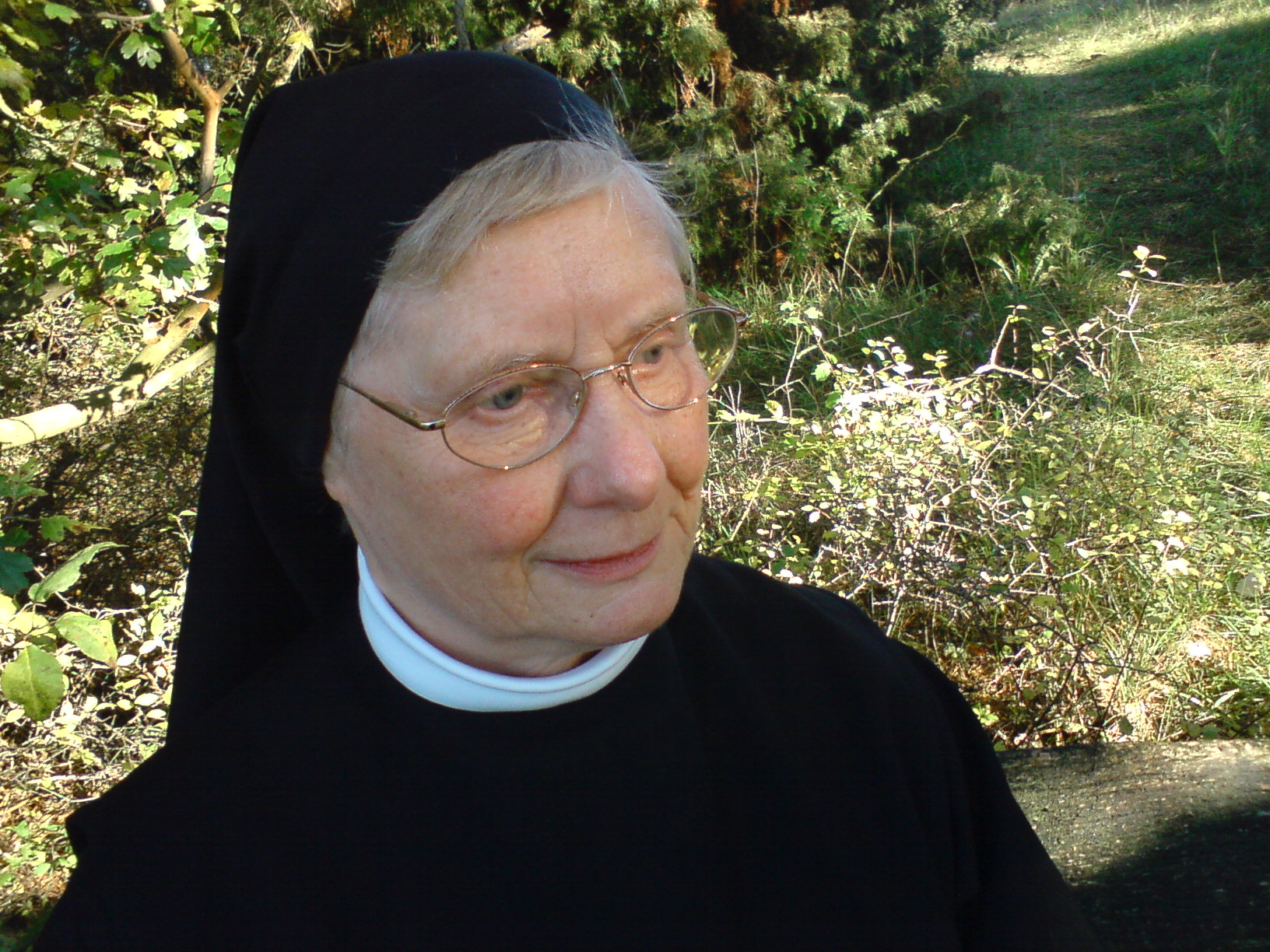
Sr. Dr. M. Benedicta Arndt

## Biographie
Nach dem Schulbesuch in ihrer Heimatstadt Hannover absolvierte Marianne Arndt in den 1960er Jahren eine Krankenpflegeausbildung in Großbritannien. In Deutschland qualifizierte sie sich als Fachschwester für Psychiatrie. Sie arbeitete als Krankenschwester in verschiedenen europäischen und afrikanischen Ländern. Die Ausbildung zur Lehrerin für Pflegeberufe erfolgte an der Schwesternschule der Universität Heidelberg unter der Schulleitung Erika von Amann. In der Abschlussarbeit dieser Weiterbildung beschäftigte sich Marianne Arndt mit der Bedeutung des Gesprächs in der Krankenpflege sowie dessen Übung und Anwendung im Krankenpflegeunterricht. Während der Weiterbildung lernte Arndt die später in Island arbeitende Pflegewissenschaftlerin Marga Ingeborg Thome (* 1942) kennen. Nach fünfjähriger Tätigkeit an der Krankenpflegeschule des Städtischen Krankenhauses Lemgo erfolgte ein Praxisjahr in einem Krankenhaus in Nazareth, Israel. Danach studierte Marianne Arndt Pastoraltheologie in Paderborn und war später berufsfachliche Leiterin des katholischen Fortbildungsinstituts für Krankenpflege in Freiburg im Breisgau.
In den Jahren zwischen 1990 und 1993 studierte Marianne Arndt Pflegewissenschaft am Department of Nursing Studies der University of Edinburgh in Schottland. Sie gehört damit zu den deutschen Pflegekräften, die einen akademischen Grad im Ausland erworben haben (in Deutschland gab es zu der Zeit keine entsprechende Möglichkeiten). In den frühen 90er Jahren kamen auch die Schulleitung der Schwesternschule der Universität Heidelberg, Inge Vollstedt, und Reinald Schmidt-Richter, Margitta B. Beil–Hildebrand sowie Franz Wagner (Bundesgeschäftsführer des Deutschen Berufsverbandes für Pflegeberufe, DBfK) zum Studium der Pflegewissenschaft nach Edinburgh.
Die Akademisierung der Pflege begann in Europa 1956 an der Universität Edinburgh mit der Gründung des Department of Nursing Studies unter Mithilfe der Rockefeller Foundation, die zur gleichen Zeit auch an der Gründung der Schwesternschule der Universität Heidelberg beteiligt war. Die Pflegeforschung bekam dann 1971 mit der Gründung des Institute of Nursing Research durch Lisbeth Hockey einen festen und gesicherten Rahmen. Arndt erhielt für das Studium in Edinburgh eine finanzielle Unterstützung durch den Internationalen Studienfonds des Europarates sowie ein Promotionsstipendium der Robert Bosch Stiftung. Der Titel der empirisch-theoretischen Arbeit lautete: „Nurses medication errors. An interpretative study of experiences.“ Ein anschließendes Stipendium der Weltgesundheitsorganisation ermöglichte ein weiterführendes und vertiefendes Studium an der schottischen University of St. Andrews. 1994 erhielt sie dort ein Diplom im Bereich Moralphilosophie. 
1995–1997 vertrat Arndt den Bereich Pflegewissenschaft im Studiengang Pflegepädagogik der Humboldt-Universität zu Berlin mit gleichzeitiger Habilitation an der medizinischen Fakultät im Fach Pflegewissenschaft im Jahr 1997. Damit wurde Arndt die erste deutsche habilitierte Krankenschwester im Fach Pflegewissenschaft. Der Titel der kumulativen Habilitationsschrift lautete: „Aspekte der Professionalisierung der Pflegeberufes: Zur Ethik einer neuen Wissenschaft.“ Im Jahr 1997 war Arndt Mitarbeiterin von Horst-Peter Wolff, dem Herausgeber des Biographischen Lexikons zur Pflegegeschichte „Who was who in nursing history“. Sie arbeitete an dessen Band eins mit. Zwischen 1997 und 2001 war Marianne Arndt Lehrbeauftragte für Pflegewissenschaft und Ethik am Department of Nursing and Midwifery an der Universität Stirling auf den äußeren Hebriden sowie an der Universität Witten-Herdecke bei Christel Bienstein und der Universität Turku (Finnland) bei Helena Leino-Kilpi. Arndt wurde zudem Gastdozentin der Glasgow Caledonian University (Schottland) sowie der Universität Turku (Finnland). Weiterhin wurde sie als Honorary Research Fellow der Glasgow Caledonian University (Schottland) berufen. Ab 2003 übernahm sie eine Vertretungsprofessur für Pflegepädagogik an der Hochschule Neubrandenburg und die wissenschaftliche Leitung eines neuen Dualen–Studiengang–Projektes. Gemeinsam mit der damaligen Schulleiterin der Beruflichen Schule am Dietrich-Bonhoeffer-Klinikum, Inge Teetz, verabschiedete Sr. M. Benedicta Arndt im Februar 2010 die erste Kohorte der Absolventen dieses viereinhalbjährigen Bachelor–Studienganges Pflegewissenschaft/Pflegemanagement, den sie mit Bundesmitteln und finanzieller Unterstützung der Diözese Hamburg aufbauen durfte.
Arndt reiste regelmäßig nach Israel und Palästina und lehrte Ethik in der Pflege im Department of Nursing Studies der Hadassah University Jerusalem und der Catholic University von Bethlehem. Jährlich führte sie in Zürich zwischen 1997 und 2002 im Rahmen der Höheren Fachausbildung des Schweizer Berufsverbandes für Krankenpflege (SBK) für Leitende Pflegepersonen Ethikseminare durch.

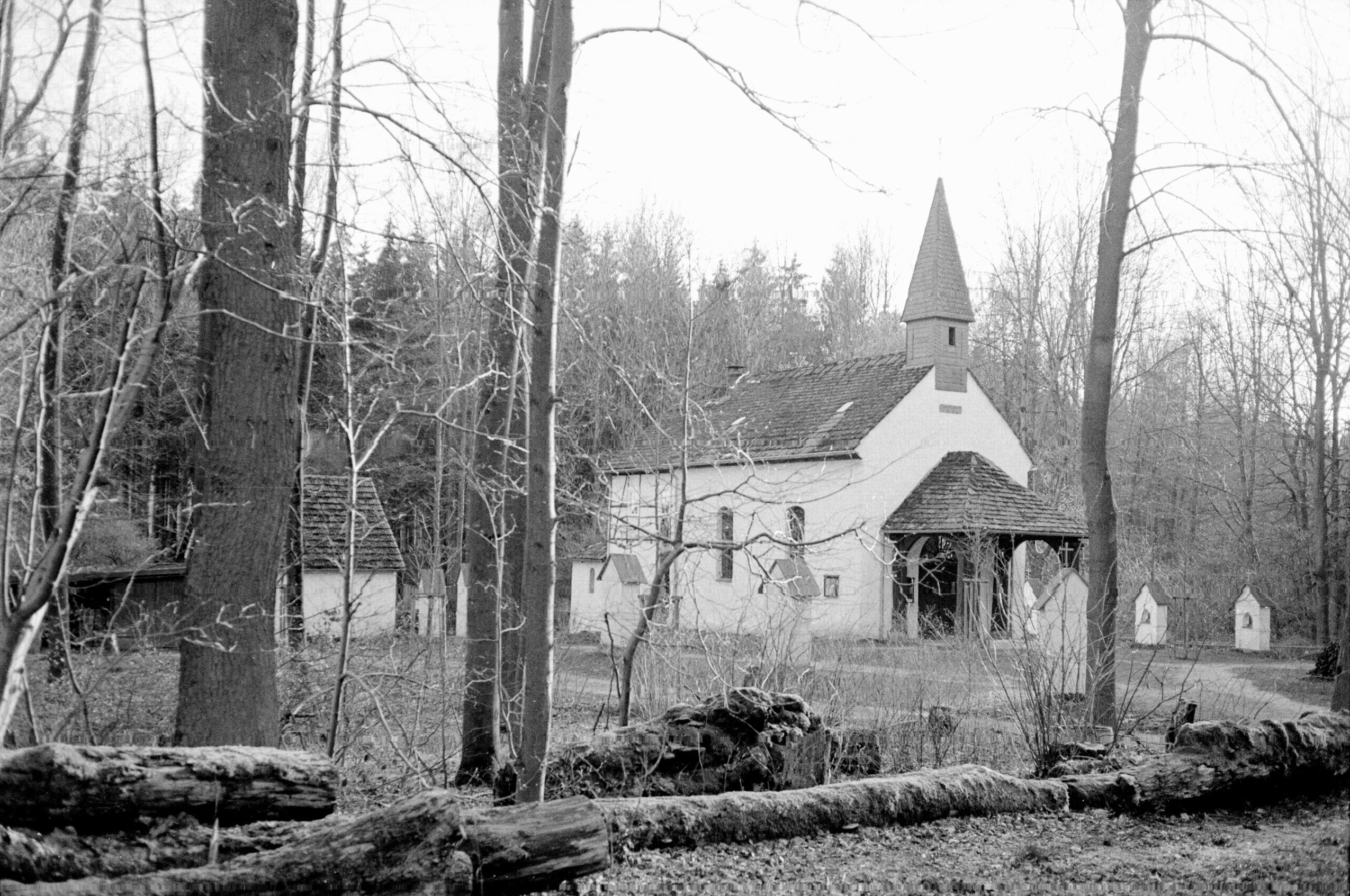
Klus Eddesen in der Nähe von Warburg im April 2010

Seit Eintritt in den Ruhestand lebte Sr. M. Benedicta, nach vorangegangenem Noviziat im Zisterzienserinnenkloster St. Marien zu Helfta in Sachsen-Anhalt bei Halle/S., als Eremitin in der Klus Eddessen in der Nähe von Borgentreich (Westfalen). Sie wechselte 2013 in eine Eremitage auf der Isle of Wight, UK.

## Bedeutung

### Mitarbeit Deutsche Gesellschaft für Pflegewissenschaft
Marianne Arndt gehört zu den Gründungsmitgliedern der Deutschen Gesellschaft für Pflegewissenschaft (zuvor: Deutscher Verein) und war, neben Ruth Schröck, Gerda Kaufmann, Inge Vollstedt und Hilde Steppe, eines der ersten fünf Vorstandsmitglieder, die am 10. Mai 1989 gewählt wurden. Arndt schrieb die Präambel für die Satzung des Vereins. Gemeinsam mit Karin Wittneben, Sabine Bartholomeyczik (beide ebenfalls mit vorausgegangener Ausbildung bzw. Studium an der Schwesternschule der Universität Heidelberg) sowie Johanna Taubert bildete Marianne Arndt die „AG zur Vorbereitung einer Sektion Hochschullehre Pflegewissenschaft“ dieser Gesellschaft (1996 hieß sie noch: Deutscher Verein), die am 12. Juli 1996 offiziell gegründet wurde.

### Forschungsschwerpunkt Pflegeethik
Marianne Arndt war, gemeinsam mit Helen Kohlen, mit Marianne Rabe und der röm.-kath. Theologin und Sozialethikerin Monika Bobbert, Mitglied der Arbeitsgruppe „Pflege und Ethik“ der Akademie für Ethik in der Medizin in Göttingen und in den Jahren zwischen 1994 und 1998 Mitglied des Vorstandes dieser Akademie. Sie war maßgeblich beteiligt an einem EU-Forschungsprojekt im Rahmen der Ethikausbildung in der Pflege unter Federführung von Helena Leino-Kilpi, Pflegewissenschaftlerin an der Universität Turku, Finnland. Ihr eigentlicher Forschungsschwerpunkt war das Thema „Ethik in der Ausbildung von Pflege- und Gesundheitsfachberufen.“ Sie nutzte Literatur, Film und bildende Kunst als Medien im Ethikunterricht. Sie beschäftigte sich mit dem „Eid eines Krankenwärters“, den Franz Anton Mai konzipiert hatte, sowie mit dem Ethikkodex für die Pflege des International Council of Nurses (=ICN). Marianne Arndt bezog sich in ihrem ethischen Ansatz zudem auf die Schriften von Paulo Freire, der als brasilianischer Philosoph und Pädagoge in das chilenische Exil ging, um dort seine Arbeiten weiterführen zu können. In Chile arbeitete Paulo Freire mit der UNESCO zusammen. Freire ging davon aus, dass unser Tun beschreibbar sein muss und gleichermaßen, dass wir entsprechend unserer Rede sittlich handeln. Ähnliches wollte Arndt für das pflegerische Wort und Tun im Krankenhaus gewahrt wissen. Beim Dritten Internationalen Osnabrücker Symposium Pflegewissenschaft vom 17./18. November 1994 über das Gesamtthema „Moralisches Handeln in der Pflege“ stellte Marianne Arndt den Ansatz von Carol Gilligan als einer weiblichen „Ethik der Fürsorglichkeit“ dem Ansatz von Alberto Bondolfi gegenüber, der sich hauptsächlich auf Lawrence Kohlberg bezog und die Meinung vertrat, dass Männer und Frauen gleichermaßen vernunftzentriert und gefühlsbetont handeln.

### Interesse an pflegetheoretischem Denken: „Patienten–initiierte Pflege“ und „Individualisierende Pflege“
Marianne Arndt war daran interessiert, pflegetheoretisches Denken in den Pflegealltag zu integrieren. Auf dem Hintergrund eines christlichen Menschenbildes sowie geprägt durch die katholische Soziallehre entwickelte Sr. M. Benedicta ein Personen orientiertes Pflegekonzept, das sich sehr einfach mit den zwei Worten „Patienten–initiierte Pflege“ und „Individualisierende Pflege“ beschreiben lässt. Diese beiden Begriffe sind ausgerichtet einmal an der Anerkennung des unendlichen Wertes eines jeden Menschen, an der Grundhaltung, dass es unsere menschliche Aufgabe ist zu wachsen, uns zu entfalten, um dem zu entsprechen, was wir sein können, zum anderen an dem Prinzip der Autonomie und Selbstverantwortung. Individualisierte Pflege meint nun nicht Pflege, die auf spezifische Bedürfnisse eines bestimmten Menschen ausgerichtet ist. Sondern diese Art von Pflegeverständnis zielt auf Pflegende, die Menschsein als grundsätzliches Werden verstehen. Dieses Sein und Werden, so Arndt, gilt für Pflegende und für Kranke gleichermaßen. Pflege sollte, so Arndt weiterhin, als individualisierende Pflege Menschen zu mehr und intensiverem Selbstsein verhelfen. Hierbei geht es zunächst nicht darum, die Möglichkeiten und Fähigkeiten eines Menschen zu mobilisieren im Sinne des Selbstpflegekonzeptes. Es geht auch nicht darum, nach physischen oder intellektuellen Maßstäben einen Menschen zu Höchstleistungen zu bringen. Es geht darum, dass jedem Menschen ihm eigene Potentiale innewohnen, die sehr unterschiedlich sein können. Individualisierender Pflege geht es darum, diese Potentiale für einzelne Menschen wahrzunehmen und ihre Verwirklichung zu fördern. Pflege nach einem individualisierenden Pflegeverständnis kann sehr unterschiedlich aussehen. Sie mag einhergehen mit technischem Aufwand, mit gekonntem Umgang mit Apparaten und Geräten. Sie mag aber auch die komplizierte Applikation pharmakologischer Produkte oder die Mundpflege bei einem beatmeten Patienten oder die Hilfe beim Essenreichen sein. Sie mag auch nur das Dasein bedeuten, wo weder medizinisch-therapeutische Mittel noch pflegerisch-technische Handlungen gefragt sind. Entscheidend ist bei jeder pflegerischen Interaktion, dass sie in einem größeren Sinnzusammenhang steht und unter dem Blickwinkel des Wachsens und Werdens verstanden wird. Entscheidend ist weiterhin, dass pflegerische Interaktionen Antwort auf eine Anfrage sind, dass sie von Seiten eines Patienten gewollt werden. „Individualisierende Pflege muss immer auch vom Patienten her initiiert sein,“ betont Arndt. Die beiden Grundbegriffe eines Pflegeverständnisses, das auf die Ganzheit des Patienten, wie auch auf die Ganzheit der Pflegenden hinzielt, ist von sorgfältiger Wahrnehmung geleitet und schließt Unachtsamkeit, Unbedachtheit und Aggression aus.

## Publikationen
- Arndt arbeitete an der ersten Auflage des von Horst–Peter Wolff (heute: Hubert Kolling) herausgegebenen Biographischen Lexikons zur Pflegegeschichte mit.
- Glauben leben in christlichen Einrichtungen des Gesundheitswesens. In: Evang. Fach- und Berufsverband für Pflege e.V. Wiesbaden (Hrsg.): Pflegen. 4/2009, Schwerpunktthema »Spiritualität in der Pflege,« S. 23–26. (für Christine R. Auer)
- Vom Leib zum Leichnam – Vom würdigen Umgang mit Verstorbenen. In: Cornelia Knipping: Lehrbuch Palliative Care. 1. Auflage. Huber, Bern 2006, S. 499–519.
- mit Helena Leino-Kilpi, Maritta Välmäki, Theo Dassen, Maria Gasull, Chryssoula Lemidou, Anne P Scott, Anja Schopp, Anne Kaljonen: Perceptions of Autonomy, Privacy and Informed Consent in the Care of Elderly People in Five European Countries: Comparison, Implications for Future, in: Nursing Ethis 10, 1, S. 58–66, 2003, ISSN 0969-7330.
- Pflege bei Sterbenden: Den Tod leben dürfen, vom christlichen Anspruch der Krankenpflege. (= Pflege-Kolleg). Schlüter’sche, Hannover 2002.
- Das Salz der Weisheit. In: Hildegund Keul und Annette Schleinzer: In deiner Liebe erschaffe mich neu: Spirituelle Impulse zu Gertrud von Helfta. St. Benno Verlag Leipzig 2002, S. 15–18.
- Pflege als Kunst und Wissenschaft. In: Rüdiger Bauer (Hrsg.): Humanistische Pflege in Theorie und Praxis, Schattauer Verlag Berlin und New York 2000, S. 14–28, ISBN 978-3-7945-2032-9. Rüdiger Bauer: Humanistische Pflege.
- Orbituary Hilde Steppe, International History of Nursing Journal, 13, 44, 1999.
- Forschungsansätze für das Berufsfeld Pflege. Beispiele aus Praxis, Management und Ausbildung, Karin Wittneben (Hrsg.) unter Mitarbeit von Marianne Arndt, Thieme Stuttgart, New York 1998.
- Ethik denken – Maßstäbe zum Handeln in der Pflege. 1. Auflage Thieme, Stuttgart 1996.
- Dekubitus als moralisches Problem und als gesellschaftliches Thema, in: Bienstein, C., Schröder, G., Braun, M. und Neander, K.–D. (Hrsg.): Dekubitus. Herausforderung für Pflegende, Thieme Stuttgart, New York 1996, S. 32–39.
- Hohe Schulen helfen beim Helfen. Krankenpflege auf dem Weg zur Wissenschaft. In: Rheinischer Merkur. Nr. 48, 26. November 1993.
- Pflegewissenschaften in Großbritannien, in: Die Rotkreuzschwester, (Nr. 3) 4, 1993.
- Der Pflegeprozess. Handreichung zur Anwendung. Freiburg Caritas Schwesternschaft e.V., 1988.
- Wo soll es lang gehen? Pflegeprozeß – eine gesetzliche Forderung – Gedanken zum Krankenpflegegesetz, in: Caritas-Schwester (3/86), 1986.
- Besuch im Londoner Krankenpflegemilieu im Januar 1986, Deutsche Krankenpflegezeitschrift (6/86), 422–424.

## Foto
Aus Anlass der Gründung der „Sektion Hochschullehre Pflegewissenschaft“ der Deutschen Gesellschaft für Pflegewissenschaft entstand ein Foto, das Marianne Arndt zeigt (links im Foto), gemeinsam mit Sabine Bartholomeyczik, Karin Wittneben (sitzend) und Johanna Taubert.